# 刘道平
刘道平（1956年—），男，汉族，四川平昌人，中华人民共和国政治人物、第十二届全国人民代表大会四川地区代表。

## 生平
刘道平毕业于中央党校经济管理专业。1974年加入中国共产党。2011年11月当选甘孜州委书记。2013年，担任全国人大代表。